# Larisa Korobeinikova
Larisa Viktorovna Korobeinikova (em russo: Лариса Викторовна Коробейникова; Curgã, 26 de março de 1987) é uma esgrimista russa, vencedora de múltiplas medalhas olímpicas, mundiais e continentais.

## Biografia
Larisa Korobeinikova nasceu na cidade de Curgã, no dia 26 de março de 1987. Pouco depois de seu nascimento, mudou-se com a família para Rostóvia do Dom, onde, aos sete anos, começou a praticar esgrima.
Após o ensino médio, graduou-se no Instituto de Cultura Física e Esportes da Universidade Estadual de Cultura Física, Esporte e Turismo de Curgã. Mais tarde, em 2013, formou-se em direito pela Universidad Federal do Sul.

## Carreira
Na esgrima, estreou pela seleção russa no Campeonato Mundial de 2009, realizado na cidade turca de Antália. Na ocasião, ganhou uma medalha de prata. Pela mesma competição, fez parte da equipe russa que ganhou a medalha de ouro dois anos depois. Em 2012, disputou sua primeira Olimpíada, na qual conquistou a medalha de prata por equipes. No ano seguinte, ganhou duas medalhas da Universíada de Verão, evento realizado em sua cidade natal.
Korobeinikova consagrou-se bicampeã mundial no Rio de Janeiro e tricampeã em Budapeste. Nos Jogos Olímpicos de 2020, venceu a disputa pelo bronze contra a italiana Alice Volpi por apenas um toque. Na mesma ocasião, ganhou o ouro por equipes, representando o Comitê Olímpico Russo.
Por sua contribuição esportiva, recebeu o Certificado de Honra Presidencial da Federação Russa e o título de Mestre dos Esportes da Rússia. Também foi condecorada com as ordens da Amizade e do Mérito à Pátria.

## Palmarès
Jogos Olímpicos
| Ano  | Local   | Evento              | Posição | Ref.  |
| ---- | ------- | ------------------- | ------- | ----- |
| 2021 | Tóquio  | Florete por equipes | 1.ª     | [ 8 ] |
| 2012 | Londres | Florete por equipes | 2.ª     | [ 6 ] |
| 2021 | Tóquio  | Florete individual  | 3.ª     | [ 4 ] |

Campeonatos Mundiais
| Ano  | Local          | Evento              | Posição | Ref.   |
| ---- | -------------- | ------------------- | ------- | ------ |
| 2011 | Catânia        | Florete por equipes | 1.ª     | [ 1 ]  |
| 2016 | Rio de Janeiro | Florete por equipes | 1.ª     | [ 5 ]  |
| 2019 | Budapeste      | Florete por equipes | 1.ª     | [ 2 ]  |
| 2009 | Antália        | Florete por equipes | 2.ª     | [ 2 ]  |
| 2014 | Cazã           | Florete por equipes | 2.ª     | [ 11 ] |
| 2015 | Moscou         | Florete por equipes | 2.ª     | [ 12 ] |
| 2013 | Budapeste      | Florete por equipes | 3.ª     | [ 13 ] |

Campeonatos Europeus
| Ano  | Local        | Evento              | Posição | Ref.   |
| ---- | ------------ | ------------------- | ------- | ------ |
| 2016 | Toruń        | Florete por equipes | 1.ª     | [ 1 ]  |
| 2019 | Dusseldórfia | Florete por equipes | 1.ª     | [ 1 ]  |
| 2011 | Sheffield    | Florete por equipes | 2.ª     | [ 3 ]  |
| 2014 | Estrasburgo  | Florete por equipes | 2.ª     | [ 14 ] |
| 2015 | Montreux     | Florete individual  | 2.ª     | [ 15 ] |
| 2015 | Montreux     | Florete por equipes | 2.ª     | [ 16 ] |
| 2012 | Legnano      | Florete individual  | 3.ª     | [ 3 ]  |
| 2012 | Legnano      | Florete por equipes | 3.ª     | [ 3 ]  |
| 2016 | Toruń        | Florete individual  | 3.ª     | [ 17 ] |

## Condecorações
- Homenageado Mestre dos Esportes da Rússia (2011)[3]
- Medalha da Ordem Por Mérito à Pátria - I grau (13 de agosto de 2012)[9]
- Certificado de Honra Presidencial da Federação Russa (2013)[3]
- Ordem da Amizade (11 de agosto de 2021)[10]